# Sporveismuseet i Trondheim
Sporveismuseet i Trondheim är ett spårvägsmuseum i Trondheim i Norge.
Sporveismuseet i Trondheim, som ligger vid Munkvolls stasjon på Gråkallbanen, visar historiken för stadens två spårvägsföretag: Trondheim Sporvei och AS Gråkallbanen. Museet har historiska fotografier och en utställning av 13 motorvagnar och 6 släpvagnar.  
Trondhjems Sporveishistoriske Forening, senare Sporveishistorisk Forening, bildades 1979. Föreningen avtalade med Trondheim Trafikkselskap om att få använda vognhall Volds. Under 1980-talet blev ett antal vagnar från Trondheim Sporvei och A/S Graakalbanen restaurerade och satta i trafikabelt skick. Samlingen flyttades till Munkvoll i juni 1988. Museet öppnade 1994.

## Bildgalleri

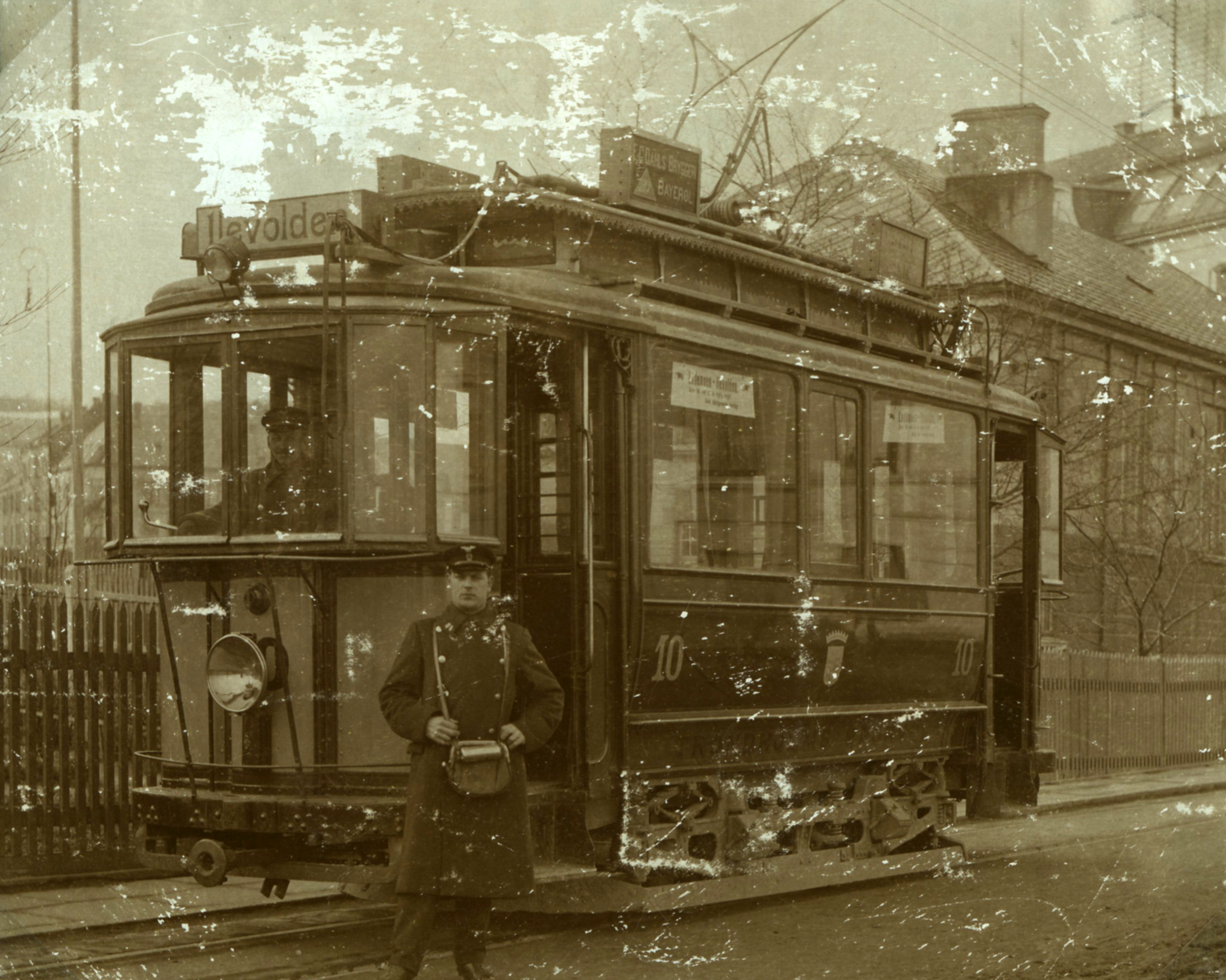
En av Trondheims elva första spårvagnar från 1901
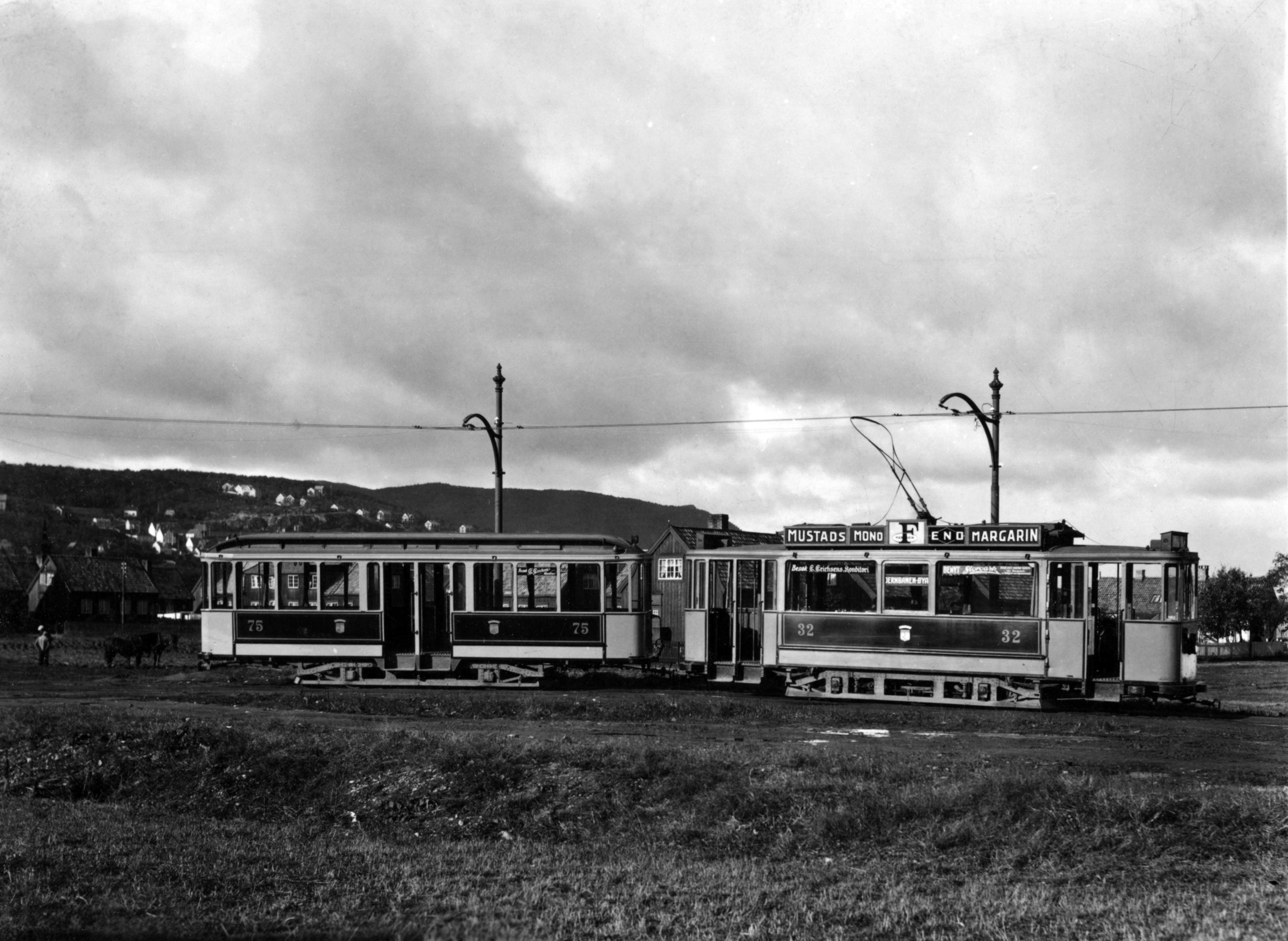
Ekipage från Hannoversche Waggonfabrik, 1921
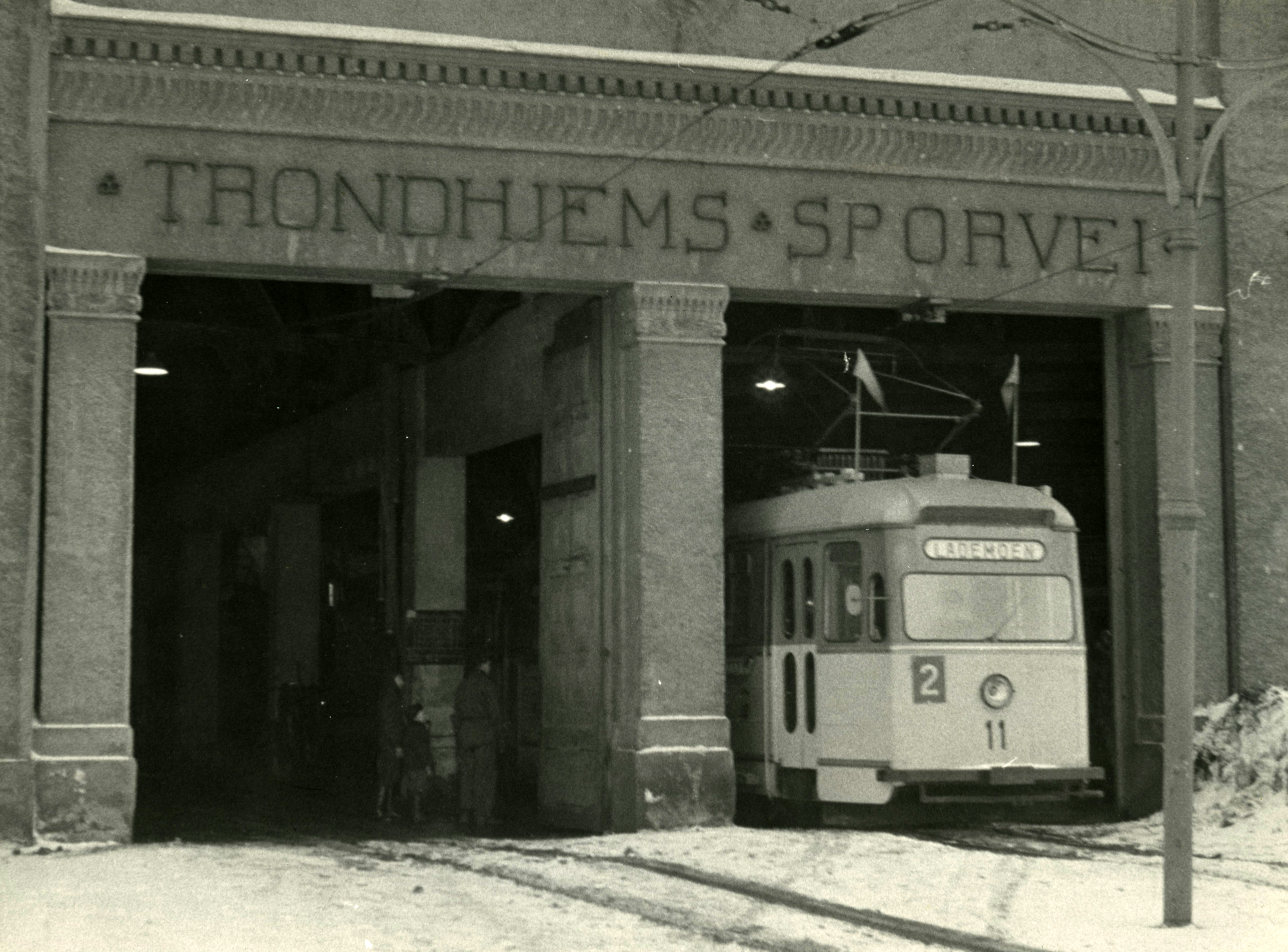
Trondheims Sporveis vagnhall på Dalsenget
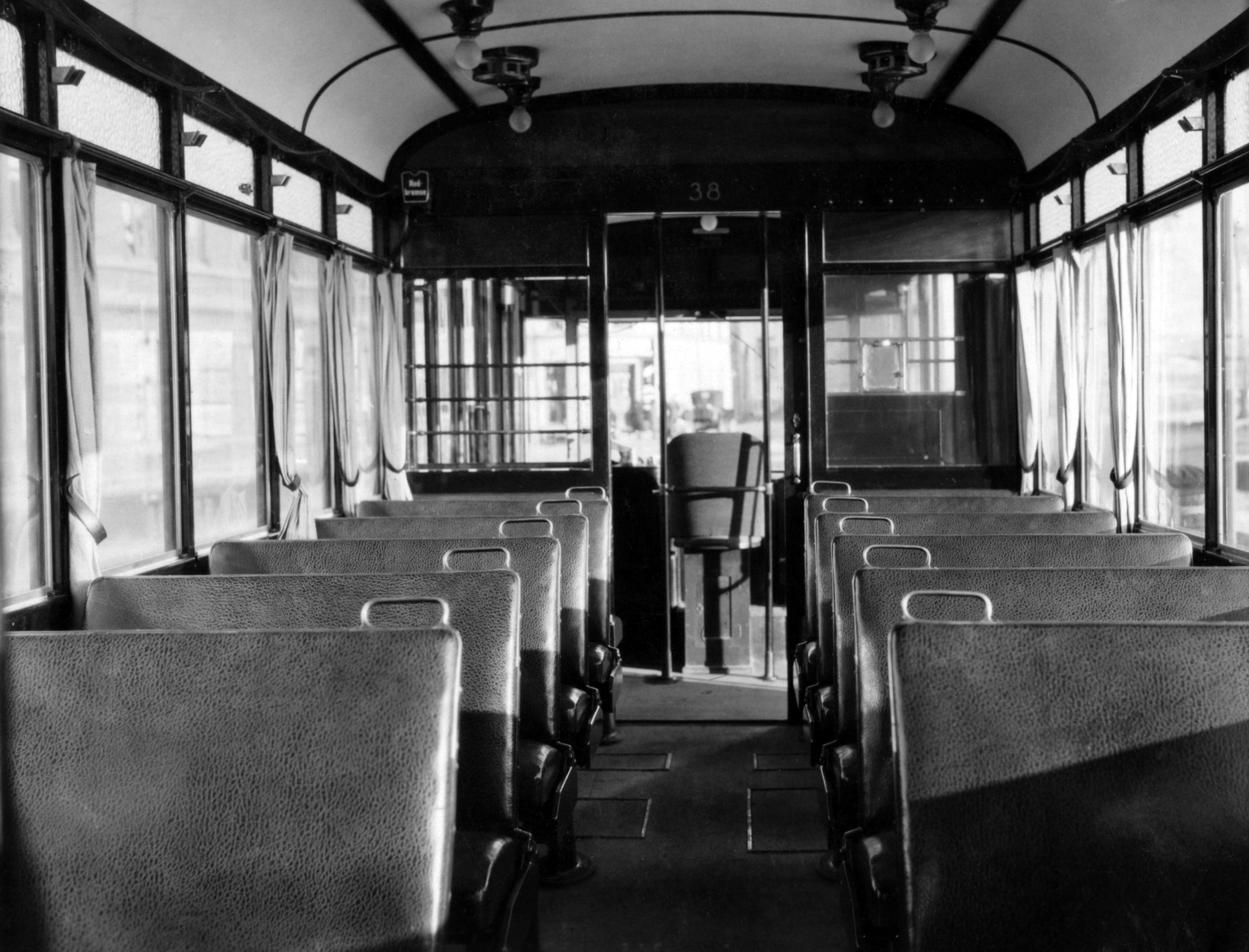
Interiör i spårvagn nr 38